# Miltochrista kuatunensis
Miltochrista kuatunensis är en fjärilsart som beskrevs av Daniel 1951. Miltochrista kuatunensis ingår i släktet Miltochrista och familjen björnspinnare. Inga underarter finns listade i Catalogue of Life.